# Prawda Wileńska
Prawda Wileńska – polskojęzyczna gazeta sowiecka ukazująca się w Wilnie w latach 1940–1948 z przerwą w latach 1941–1944.
Pierwszy numer pisma wydano w okresie drugiej (pierwsza trwała od września do października 1939 roku) okupacji radzieckiej Wilna 21 sierpnia 1940 roku. Zastąpiło popularne dotąd polskojęzyczne gazety „Codzienną” i „Ludową”. Początkowo pismo redagowała tzw. trojka: Stefan Jędrychowski, Andrzej Nowicki i Jonas Karosas. W grudniu 1940 roku na czele redakcji stanął rosyjski Polak Władysław Sokołowski.
Przy „Gazecie Wileńskiej” działało w latach 1940–1941 koło literackie, z którym związani byli m.in. Teodor Bujnicki i Maria Żeromska. Ostatni numer pisma przed wybuchem wojny niemiecko-sowieckiej ukazał się 21 czerwca 1941 roku.
Po ponownym wkroczeniu Armii Czerwonej do Wilna wydawanie pisma wznowiono, stawiając na czele redakcji białoruskiego dziennikarza z Borysowa Antoniego Fiedorowicza. W „Prawdzie...” pracowali wówczas m.in. Eliszawa Kancedikas (Kancedikiene) i Dawid Fajnhauz.
Nakład gazety w trakcie ośmiu lat jej istnienia wahał się w granicach 6–12 tys. egzemplarzy. Po II wojnie światowej pismo ukazywało się trzy razy w tygodniu. Przez długi czas po jego likwidacji w marcu 1948 roku na Wileńszczyźnie nie wychodziła żadna polskojęzyczna gazeta.